# Marcel Gery
Marcel Gery (n. 15 martie 1965, Cífer, Western Slovakia⁠(d), Cehoslovacia) este un înotător ce a reprezentat Canada, medaliat olimpic. A participat la o ediție a Jocurilor Olimpice (1992) în care a câștigat o medalie de bronz.